# Ладзін (Лодзинське воєводство)
Ладзін (пол. Ładzin) — село в Польщі, у гміні Паєнчно Паєнчанського повіту Лодзинського воєводства.
Населення — 224 особи (2011).
У 1975-1998 роках село належало до Ченстоховського воєводства.

## Демографія
Демографічна структура станом на 31 березня 2011 року:
|          | Загалом | Допрацездатний вік | Працездатний вік | Постпрацездатний вік |
| -------- | ------- | ------------------ | ---------------- | -------------------- |
| Чоловіки | 117     | 27                 | 79               | 11                   |
| Жінки    | 107     | 25                 | 55               | 27                   |
| Разом    | 224     | 52                 | 134              | 38                   |